# 1968年夏季残疾人奥林匹克运动会荷兰代表团
1968年夏季残疾人奥林匹克运动会荷兰代表团是荷兰派出的1968年夏季残疾人奥林匹克运动会代表团。获得12枚金牌、4枚银牌和4枚铜牌。